# Condado de Rock (Nebraska)
O Condado de Rock é um dos 93 condados do estado norte-americano de Nebraska. A sede do condado é Bassett, que é também a sua maior cidade. O condado tem uma área de 2621 km² (dos quais 9 km² estão cobertos por água), uma população de 1756 habitantes, e uma densidade populacional de 0,67 hab/km² (segundo o censo nacional de 2000). O condado foi fundado em 1885 e o seu nome é de origem incerta, provavelmente de Rock Creek, um rio que atravessa o condado, ou da condição rochosa do solo da área.